# Carmelo Camet
Carmelo Félix Camet (* 29. Oktober 1904 in Paris, Frankreich; † 22. Juli 2007 in Buenos Aires) war ein argentinischer Florettfechter.

## Leben
Carmelo Camet war bereits in jugendlichem Alter argentinischer Meister mit dem Degen. So wurde er für die Olympischen Spiele 1924 in Paris nominiert, nahm aber nicht teil, da er zunächst seinen Abschluss in Rechtswissenschaften machen wollte. Er nahm dann als Reservist an den Olympischen Spielen 1928 in Amsterdam im Mannschaftswettbewerb des Florettfechtens teil, wo er auch zum Einsatz kam. Er erreichte mit der argentinischen Equipe, zu der neben ihm noch Roberto Larraz, Luis Lucchetti, Héctor Lucchetti und Raúl Anganuzzi gehörten, die Finalrunde, die vor Belgien und hinter Italien und Frankreich auf dem Bronzerang abgeschlossen wurde. Er ließ sich in Buenos Aires nieder, wo er heiratete und als Rechtsanwalt arbeitete.
Sein Vater Francisco Camet hatte bereits als erster argentinischer Fechter an den Olympischen Spielen 1900 in Paris teilgenommen.